# Тайжина
Тайжина — посёлок в Осинниковском городском округе Кемеровской области (Россия). Посёлок расположен в 14 км от железнодорожной станции Осинники.
В 1956 году Тайжина получила статус посёлка городского типа c включением в его черту населённых пунктов Аварийный (основан в 1950) и Высокий (основан в 1951). С 2004 года Тайжина — сельский населённый пункт.

## Транспорт
На территории посёлка действуют 3 муниципальных автобусных маршрута: №10у Осинники - пос. Высокий и №104 Осинники - пос. Высокий - Новокузнецк обслуживаются Осинниковской автоколонной Прокопьевского ГПАТП, а также маршрут №164 Новокузнецк - пос. Высокий, который обслуживается Новокузнецким АО "ПАТП".

## Население
| 1959 | 1970 | 1979 | 1989 | 2002 | 2010 |
| ---- | ---- | ---- | ---- | ---- | ---- |
| 8201 | 9631 | 7444 | 6731 | 5192 | 5011 |

| 1959  | 1970  | 1979  | 1989  | 2002  | 2009    | 2010  |
| ----- | ----- | ----- | ----- | ----- | ------- | ----- |
| 8201  | ↗9631 | ↘7444 | ↘6731 | ↘5192 | ↗15 885 | ↘5011 |
| 2011  | 2012  | 2013  | 2014  | 2015  | 2016    | 2017  |
| ↘4944 | ↘4845 | ↘4780 | ↘4751 | ↗4798 | ↗4823   | ↘4812 |
| 2018  | 2019  | 2020  | 2021  |       |         |       |
| ↘4794 | ↘4778 | ↘4723 | ↘4489 |       |         |       |